# Initiative destourienne démocratique
L'Initiative destourienne démocratique ou Al Moubadara, anciennement  Initiative nationale destourienne, est un parti politique tunisien, de tendance centriste, actif de 2011 à 2019.

## Histoire
Il est formé sous le nom de « L'Initiative » le 1er avril 2011, quelques mois après la révolution tunisienne qui chasse le président Zine el-Abidine Ben Ali. Il est une émanation du Rassemblement constitutionnel démocratique (RCD), parti au pouvoir dissous le 9 mars 2011.
Le parti est dirigé par Kamel Morjane, ministre de la Défense puis des Affaires étrangères sous la présidence de Ben Ali,. Il s'est fixé comme objectif d'assurer la reconversion d'anciens cadres du RCD dans le système politique post-révolutionnaire.
L'Initiative obtient cinq élus à l'assemblée constituante élue le 23 octobre 2011. Ceux-ci annoncent, par solidarité, leur retrait le 26 juillet 2013 après l'assassinat du constituant Mohamed Brahmi issu du Mouvement du peuple.
Sept partis — Al Watan Al Horr, le Parti de l'unité et de la réforme, l'Union populaire républicaine, la Voix du Tunisien, le Mouvement progressiste tunisien, l'Alliance pour la Tunisie et le Parti nationaliste tunisien — rejoignent L'Initiative en mars 2012. Mohamed Jegham devient alors vice-président aux côtés de Morjane.
Le 1er décembre 2013, Al Watan Al Horr, le Parti de l'unité et de la réforme et Zarkaa Al Yamama fusionnent avec L'Initiative pour former l'Initiative nationale destourienne. Le 31 juillet 2014, quatre autres partis — le Mouvement du Tunisien pour la liberté et la dignité de Mohamed Ayachi Ajroudi, le Parti de l'indépendance pour la liberté, le Parti de la troisième voie et La Tunisie de demain — rejoignent l'Initiative nationale destourienne. Le 29 août 2014, le Parti de la troisième voie rejoint par La Tunisie de demain se retirent,.
Lors de son congrès constitutif, le 23 février 2019, le parti prend le nom d'Initiative destourienne démocratique et Morjane est confirmé comme président, alors que 110 membres intègrent le conseil central. Le 22 mai, Morjane annonce la fusion du parti avec Tahya Tounes. Le 29 mai, le conseil national du parti valide la décision du bureau politique.

## Résultats électoraux

### Élections législatives
| Année   | Voix    | %      | Rang | Sièges  | Gouvernements                              |
| ------- | ------- | ------ | ---- | ------- | ------------------------------------------ |
| 2011 AC | 129 120 | 3,19 % | 6e   | 5 / 217 | Opposition                                 |
| 2014    | 45 086  | 1,32 % | 9e   | 3 / 217 | Opposition (2015-2016), Chahed (2016-2019) |

### Élections présidentielles
| Année | Candidat      | Voix   | %    | Résultat |
| ----- | ------------- | ------ | ---- | -------- |
| 2014  | Kamel Morjane | 41 614 | 1,27 | 6e       |

### Élections municipales
| Année | Voix  | Rang | Conseillers | %    | Maires  | %    |
| ----- | ----- | ---- | ----------- | ---- | ------- | ---- |
| 2018  | 6 405 | 12e  | 23 / 7212   | 0.36 | 1 / 350 | 0,32 |